# هلموت اشنایدر (بازیکن فوتبال)
هلموت اشنایدر (انگلیسی: Helmut Schneider; ۱۷ ژوئیهٔ ۱۹۱۳ – ۱۳ فوریهٔ ۱۹۸۴) بازیکن فوتبال اهل آلمان بود.
از باشگاه‌هایی که در آن بازی کرده‌است می‌توان به باشگاه فوتبال بایرن مونیخ، باشگاه فوتبال گروتر فورث، و باشگاه فوتبال ماینتس ۰۵ اشاره کرد.
وی همچنین در تیم ملی فوتبال آلمان بازی کرده‌است.